# 13 (SADSのアルバム)
『13』（サーティーン）は、日本のロック・バンド、SADSの5作目のアルバム。2003年3月26日発売。

## 概要
メジャー・レーベル復帰初アルバム。ユニバーサルJからリリースされた唯一のオリジナル・アルバム。初回盤はオリジナルカード入パスケース封入。本作発売後、シングル1枚とベスト・アルバム『GREATEST HITS 〜BEST OF 5 YEARS〜』をリリース後バンドは活動休止となった。
アルバム・タイトルの「13」はアルバムのレコーディング後、まだタイトルが決まる前に、ツアーの打ち合わせにきた担当者との会話で収録曲数とツアー公演数が同じ「13」だという話になり、清春が「ロックらしくていい」と「13」になった。
SADS名義で発売したCDシングルとアルバムで通算13枚目、アルバムだけで見ても黒夢名義で発売されたものも含めると通算13枚目である。
本作用に作られた曲は30曲余で、未発表曲が多々ある。
「Sherry」は前作『“ ”(untitled)』に収録されている「NOTHING」をリアレンジ・再構築したものである。
「ナイトメア」はシングル「NIGHTMARE」のリテイク。SADS活動再開後に再度再録の上、シングル「DISCO」・アルバム『erosion』に収録。
「EVERYTHING」はシングル「Masquerade」にFULL ACOUSTIC VERSIONが収録。
「PARTY」は清春ソロ5枚目のシングル「bask in art」通常盤に再録の上、収録。
「FAIRY'S MALICE」はSADS活動再開後、再録されライブで配布され、アルバム『erosion』にも収録された。
本作と同名曲がツアーのイントロ（メンバー登場の直前）に使われていた。ボックス・セット『Sads Rare BOX「リクープ」』に収録。

## 収録曲
| 全作詞: 清春。 |                                    |           |           |              |      |
| #              | タイトル                           | 作詞      | 作曲      | 編曲         | 時間 |
| 1.             | 「PSYCHO」                         | 清春      | Sads      | 平出悟＆Sads | 4:05 |
| 2.             | 「Sherry」                         | 清春      | 清春      | Sads         | 7:13 |
| 3.             | 「FREEZE (mix #2)」                | 清春      | Sads      | 平出悟＆Sads | 3:16 |
| 4.             | 「TOO FAST TO DIE」                | 清春      | Sads      | Sads         | 3:42 |
| 5.             | 「Beside you」                     | 清春      | 清春      | Sads         | 6:44 |
| 6.             | 「ナイトメア」(6thシングル)        | 清春      | 清春      | 平出悟＆Sads | 3:06 |
| 7.             | 「PARTY」                          | 清春      | Sads      | Sads         | 5:34 |
| 8.             | 「ID POP (mix #2)」                | 清春      | Sads      | 平出悟＆Sads | 2:48 |
| 9.             | 「DEPRAVITY DAY (FOOL'S Version)」 | 清春      | Sads      | 平出悟＆Sads | 3:03 |
| 10.            | 「AWAKE(mix #2)」                  | 清春      | Sads      | 平出悟＆Sads | 4:45 |
| 11.            | 「FAIRY'S MALICE」                 | 清春      | 清春      | 平出悟＆Sads | 3:13 |
| 12.            | 「WIZARD」                         | 清春      | 清春      | 平出悟＆Sads | 3:15 |
| 13.            | 「EVERYTHING」                     | 清春      | 清春      | 平出悟＆Sads | 5:34 |
| 合計時間:      | 合計時間:                          | 合計時間: | 合計時間: | 48:29        |      |